# Championnats d'Afrique de natation 2024
Navigation
Tunis 2022
La 16e édition des championnats d'Afrique de natation se déroule à Luanda en Angola du 1er au 5 mai 2024,.
L'Égypte domine la compétition avec 50 médailles (17 d'or, 19 d'argent et 14 de bronze), suivi de l'Afrique du Sud avec 41 médailles (13 d'or, 16 d'argent et 12 de bronze) et de l'Algérie avec 25 médailles (9 d'or, 5 d'argent et 11 de bronze).

## Podiums
Les médaillés sont les suivants : 

### Hommes
| Épreuves               | Or | Argent                                                                                                   | Bronze                                                                                                   |
| Nage libre             | Nage libre                                                                                            | Nage libre                                                                                               | Nage libre                                                                                               |
| ---------------------- | --- | --- | --- |
| 50 m                   | Abd El Rahman Adnan (EGY) 22 s 59                                                                     | Omar Radwan (EGY) 22 s 61                                                                                | Clayton Jimmie (RSA) 22 s 65                                                                             |
| 100 m                  | Clayton Jimmie (RSA) 50 s 44                                                                          | Kris Mihaylov (RSA) 50 s 63                                                                              | Harry Stacey (GHA) 50 s 67                                                                               |
| 200 m                  | Abdalla Nasr (EGY) 1 min 50 s 54                                                                      | Ibrahim Shams El Din (EGY) 1 min 51 s 09                                                                 | Fares Benzidoune (ALG) 1 min 53 s 14                                                                     |
| 400 m                  | Kris Mihaylov (RSA) 3 min 57 s 14                                                                     | Ibrahim Shams El Din (EGY) 3 min 58 s 88                                                                 | Marwan El-Amrawy (EGY) 3 min 59 s 14                                                                     |
| 800 m                  | Kris Mihaylov (RSA) 8 min 19 s 68                                                                     | Marwan El-Amrawy (EGY) 8 min 20 s 83                                                                     | Ahmed Ali (EGY) 8 min 31 s 73                                                                            |
| 1 500 m                | Kris Mihaylov (RSA) 15 min 52 s 62                                                                    | Marwan El-Amrawy (EGY) 16 min 03 s 08                                                                    | Ahmed Ali (EGY) 16 min 23 s 22                                                                           |
| Dos                    | | | |
| 50 m                   | Abd El Rahman Atia (EGY) 26 s 26                                                                      | Ziyad Saleem (SUD) 26 s 29                                                                               | Steven Kilian Aimable (SEN) 26 s 55                                                                      |
| 100 m                  | Ziyad Saleem (SUD) 56 s 37                                                                            | Abd El Rahman Atia (EGY) 56 s 97                                                                         | Lance Cromhout (RSA) 57 s 55                                                                             |
| 200 m                  | Ziyad Saleem (SUD) 2 min 02 s 64                                                                      | Abd El Rahman Atia (EGY) 2 min 04 s 72                                                                   | Adrian Van Wyk (RSA) 2 min 05 s 55                                                                       |
| Brasse                 | | | |
| 50 m                   | Chris Smith (RSA) 27 s 66                                                                             | Mohamed Hossam (EGY) 28 s 04                                                                             | Jaouad Syoud (ALG) 28 s 22                                                                               |
| 100 m                  | Chris Smith (RSA) 1 min 02 s 16                                                                       | Jaouad Syoud (ALG) 1 min 02 s 63                                                                         | Mohamed Hossam (EGY) 1 min 03 s 10                                                                       |
| 200 m                  | Jaouad Syoud (ALG) 2 min 15 s 14                                                                      | Karim Mahmoud (EGY) 2 min 18 s 73                                                                        | Ramzi Chouchar (ALG) 2 min 18 s 94                                                                       |
| Papillon               | | | |
| 50 m                   | Omar Radwan (EGY) 24 s 34                                                                             | Jarden Eaton (RSA) 24 s 38                                                                               | Abd El Rahman Adnan (EGY) 24 s 60                                                                        |
| 100 m                  | Abdalla Nasr (EGY) 53 s 49                                                                            | Jarden Eaton (RSA) 53 s 57                                                                               | Abd El Rahman Adnan (EGY) 54 s 11                                                                        |
| 200 m                  | Abdalla Nasr (EGY) 2 min 00 s 06                                                                      | Jaouad Syoud (ALG) 2 min 01 s 68                                                                         | Fares Benzidoune (ALG) 2 min 03 s 20                                                                     |
| Quatre nages           | | | |
| 200 m                  | Jaouad Syoud (ALG) 2 min 02 s 12                                                                      | Karim Mahmoud (EGY) 2 min 05 s 24                                                                        | Ramzi Chouchar (ALG) 2 min 09 s 37                                                                       |
| 400 m                  | Jaouad Syoud (ALG) 4 min 24 s 17                                                                      | Karim Mahmoud (EGY) 4 min 28 s 23                                                                        | Ramzi Chouchar (ALG) 4 min 30 s 49                                                                       |
| Relais                 | | | |
| 4 x 100 m nage libre   | Égypte- Mohamed Yasser Omar - Ibrahim Shams El Din - Abd El Rahman Adnan - Abdalla Nasr 3 min 23 s 53 | Algérie- Abdelhakim Mohamed Hamour - Fares Benzidoune - Mehdi Nazim Benbara - Jaouad Syoud 3 min 24 s 25 | Afrique du Sud- Jarden Eaton - Benjamin Plattner - Adrian Van Wyk - Kris Mihaylov 3 min 32 s 19          |
| 4 x 200 m nage libre   | Égypte- Mohamed Yasser Omar - Marwan Elamrawy - Ibrahim Shams El Din - Abdalla Nasr 7 min 33 s 92     | Algérie- Abdelhakim Mohamed Hamour - Fares Benzidoune - Jaouad Syoud - Ramzi Chouchar 7 min 41 s 35      | Afrique du Sud- Adrian Van Wyk - Lance Cromhout - Ethan Bailey - Kris Mihaylov 7 min 43 s 79             |
| 4 x 100 m quatre nages | Égypte- Abd El Rahman Atia - Mohamed Hossam - Abdalla Nasr - Abd El Rahman Adnan 3 min 43 s 37        | Afrique du Sud- Lance Cromhout - Chris Smith - Jarden Eaton - Clayton Jimmie 3 min 44 s 36               | Algérie- Mehdi Nazim Benbara - Jaouad Syoud - Fares Benzidoune - Abdelhakim Mohamed Hamour 3 min 48 s 13 |
| Nage en eau libre      | | | |
| 5 km nage en eau libre | Marwan El-Amrawy (EGY) 1 h 3 min 9 s                                                                  | Henré Louw (RSA) 1 h 3 min 10 s                                                                          | Karim Magid (EGY) 1 h 3 min 21 s                                                                         |

### Femmes
| Épreuves               | Or                                                                                             | Argent                                                                                           | Bronze                                                                                               |
| Nage libre             | Nage libre                                                                                     | Nage libre                                                                                       | Nage libre                                                                                           |
| ---------------------- | ---------------------------------------------------------------------------------------------- | ------------------------------------------------------------------------------------------------ | --- |
| 50 m                   | Amel Melih (ALG) 25 s 73                                                                       | Kirabo Namutebi (en) (UGA) 25 s 86                                                               | Gloria Muzito (UGA) 25 s 88                                                                          |
| 100 m                  | Gloria Muzito (UGA) 56 s 78                                                                    | Nadine Amin (EGY) 57 s 62                                                                        | Oumy Diop (SEN) 58 s 16                                                                              |
| 200 m                  | Lojine Hamed (EGY) 2 min 04 s 84                                                               | Corne van Schalkwyk (RSA) 2 min 05 s 08                                                          | Lamees Elsokkary (EGY) 2 min 10 s 19                                                                 |
| 400 m                  | Lojine Hamed (EGY) 4 min 25 s 38                                                               | Corne van Schalkwyk (RSA) 4 min 27 s 97                                                          | Lamees Elsokkary (EGY) 4 min 29 s 35                                                                 |
| 800 m                  | Lojine Hamed (EGY) 9 min 10 s 72                                                               | Lamees Elsokkary (EGY) 9 min 12 s 76                                                             | Marony Jacobs (RSA) 9 min 22 s 85                                                                    |
| 1 500 m                | Lojine Hamed (EGY) 17 min 41 s 48                                                              | Lamees Elsokkary (EGY) 17 min 43 s 33                                                            | Marony Jacobs (RSA) 17 min 53 s 09                                                                   |
| Dos                    |                                                                                                |                                                                                                  | |
| 50 m                   | Sara El Sammany (EGY) 29 s 58                                                                  | Cassidy Burgess (RSA) min 29 s 84                                                                | Oumy Diop (SEN) 30 s 23                                                                              |
| 100 m                  | Cassidy Burgess (RSA) 1 min 03 s 08                                                            | Sara El Sammany (EGY) 1 min 04 s 12                                                              | Grace Morris (RSA) 1 min 04 s 38                                                                     |
| 200 m                  | Anishta Teeluck (MRI) 2 min 17 s 96                                                            | Grace Morris (RSA) 2 min 20 s 20                                                                 | Cassidy Burgess (RSA) 2 min 22 s 98                                                                  |
| Brasse                 |                                                                                                |                                                                                                  | |
| 50 m                   | Lara van Niekerk (RSA) 31 s 05                                                                 | Simone Moll (RSA) 31 s 29                                                                        | Kirabo Namutebi (en) (UGA) 32 s 99                                                                   |
| 100 m                  | Simone Moll (RSA) 1 min 08 s 05                                                                | Lara van Niekerk (RSA) 1 min 09 s 07                                                             | Habiba Belghith (TUN) 1 min 13 s 15                                                                  |
| 200 m                  | Lara van Niekerk (RSA) 2 min 33 s 34                                                           | Simone Moll (RSA) 2 min 33 s 45                                                                  | Hamida Rania Nefsi (ALG) 2 min 34 s 11                                                               |
| Papillon               |                                                                                                |                                                                                                  | |
| 50 m                   | Amel Melih (ALG) 27 s 14                                                                       | Oumy Diop (SEN) 27 s 67                                                                          | Sara El Sammany (EGY) 27 s 73                                                                        |
| 100 m                  | Oumy Diop (SEN) 1 min 02 s 55                                                                  | Jaime Mote (RSA) 1 min 02 s 85                                                                   | Nesrine Medjahed (ALG) 1 min 03 s 20                                                                 |
| 200 m                  | Jaime Mote (RSA) 2 min 18 s 70                                                                 | Lia Lima (ANG) 2 min 20 s 22                                                                     | Jasmine Eissa (EGY) 2 min 22 s 95                                                                    |
| Quatre nages           |                                                                                                |                                                                                                  | |
| 200 m                  | Hamida Rania Nefsi (ALG) 2 min 20 s 59                                                         | Nadine Amin (EGY) 2 min 20 s 87                                                                  | Grace Morris (RSA) 2 min 24 s 36                                                                     |
| 400 m                  | Hamida Rania Nefsi (ALG) 4 min 57 s 10                                                         | Nadine Amin (EGY) 5 min 08 s 26                                                                  | Jasmine Eissa (EGY) 5 min 12 s 02                                                                    |
| Relais                 |                                                                                                |                                                                                                  | |
| 4 x 100 m nage libre   | Algérie- Amel Melih - Lilia Sihem Midouni - Majda Chebaraka - Nesrine Medjahed 3 min 52 s 09   | Afrique du Sud- Corne van Schalkwyk - Grace Morris - Lara Van Niekerk - Jaime Mote 3 min 55 s 93 | Égypte- Hla Naanoush - Lamees Elsokkary - Lojine Hamed - Nadine Amin 3 min 56 s 59                   |
| 4 x 200 m nage libre   | Égypte- Lojine Hamed - Hla Naanoush - Nadine Amin - Lamees Elsokkary 8 min 39 s 23             | Afrique du Sud- Marony Jacobs - Jaime Mote - Grace Morris - Corne van Schalkwyk 8 min 46 s 26    | Algérie- Nesrine Medjahed - Majda Chebaraka - Hamida Rania Nefsi - Lilia Sihem Midouni 8 min 48 s 24 |
| 4 x 100 m quatre nages | Afrique du Sud- Cassidy Burgess - Simone Moll - Jaime Mote - Corne van Schalkwyk 4 min 16 s 91 | Égypte- Sara El Sammany - Ganat Soliman - Hla Naanoush - Nadine Amin 4 min 24 s 73               | Algérie- Nesrine Medjahed - Hamida Rania Nefsi - Lilia Sihem Midouni - Majda Chebaraka 4 min 30 s 87 |
| Nage en eau libre      |                                                                                                |                                                                                                  | |
| 5 km nage en eau libre | Lamees Elsokkary (EGY) 1 h 5 min 38 s 52                                                       | Hannah Neilson (RSA) 1 h 5 min 53 s 6                                                            | Marony Jacobs (RSA) 1 h 6 min 3 s 33                                                                 |

### Mixte
| Épreuves               | Or                                                                                            | Argent                                                                                          | Bronze                                                                                        |
| Relais                 | Relais                                                                                        | Relais                                                                                          | Relais                                                                                        |
| ---------------------- | --------------------------------------------------------------------------------------------- | ----------------------------------------------------------------------------------------------- | --------------------------------------------------------------------------------------------- |
| 4 x 100 m nage libre   | Algérie- Mehdi Nazim Benbara - Amel Melih - Nesrine Medjahed - Jaouad Syoud 3 min 36 s 92     | Égypte- Mohamed Yasser Omar - Sara El Sammany - Nadine Amin - Abd El Rahman Adnan 3 min 39 s 16 | Afrique du Sud- Jaime Mote - Grace Morris - Adrian Van Wyk - Jarden Eaton 3 min 45 s 10       |
| 4 x 100 m quatre nages | Afrique du Sud- Lance Cromhout - Lara Van Niekerk - Jaime Mote - Clayton Jimmie 4 min 00 s 86 | Algérie- Mehdi Nazim Benbara - Jaouad Syoud - Nesrine Medjahed - Amel Melih 4 min 01 s 02       | Égypte- Sara El Sammany - Youssef El Kamash - Abd El Rahman Adnan - Nadine Amin 4 min 01 s 74 |